# Olaine (novads)
Olaine (łot.: Olaines novads) – jeden z łotewskich novadsów, funkcjonujący od 2009.
W skład novadsu wchodzą: 
- miasto: Olaine
- pagasts: Olaine

## Historia
Novads powstało na terenach należących przed 2009 do rejonu Ryga.
Podczas reformy administracyjnej w 2021 terytorium novadsu nie uległo zmianie.